# Bannatettix menghaiensis
Bannatettix menghaiensis är en insektsart som beskrevs av Zheng, Z. 1993. Bannatettix menghaiensis ingår i släktet Bannatettix och familjen torngräshoppor. Inga underarter finns listade i Catalogue of Life.